# Anelhe
Anelhe ist eine Gemeinde (Freguesia) im portugiesischen Kreis Chaves. In ihr leben 444 Einwohner (Stand 19. April 2021).